# 가세 (성씨)
가세는 일본의 성씨로 이름에 가세를 쓰는 인물은 다음과 같다.
- 가세 히데아키(加瀬英明, 1936년 ~ 2022년)는 일본의 우익 외교 평론가, 언론인 겸 로비스트이다.
- 가세 도시카즈(加瀬俊一, 1903년 ~ 2004년)는 일본의 외교관이다.
- 가세 슌이치(加瀬俊一, 1897년 ~ 1956년)는 일본의 외교관이다.

| Disambiguation icon | 이 문서는 성씨가 같은 사람을 연결하는 색인 문서입니다. |